# نادي برادوست
نادي برادوست الرياضي (بالكردية: یانەی وەرزشی برادۆست) هو فريق كرة قدم عراقي مقره في كركوك، يلعب في الدوري العراقي الدرجة الثالثة والدوري الكردستاني الممتاز.

## روابط خارجية
- نادي برادوست على Goalzz.com
- أندية العراق - تواريخ التأسيس